# Launac
Launac (em occitano:  Launac) é uma comuna francesa na região administrativa da Occitânia, no departamento do Alto Garona. Estende-se por uma área de 22.32 km², com 1.359 habitantes, segundo o censo de 2018, com uma densidade de 61 hab/km².